# Hirundo albigularis
La golondrina gorgiblanca (Hirundo albigularis) es una especie de ave paseriforme de la familia Hirundinidae propia del África austral. Se ha visto favorecida por la creciente cantidad de oportunidades para fabricar su nido por la construcción de puentes y presas.

## Descripción
La golondrina gorgiblanca mide de 14 a 17 cm. Posee partes superiores de un color azul brillante y una corona castaña brillante. También tiene un pecho azulado y negro y una banda separa su cuello blanco de la parte baja, color gris, lo mismo que las plumas de abajo de las alas. Estas son, junto a la cola, de color negro azulado, aunque las plumas debajo de su cola tienen manchas blancas. El cuello blanco y su banda negra en el pecho son lo que la distingue de las otras especies de Hirundo similares. Las plumas exteriores son más largas en el macho que en la hembra. Los jóvenes son más monótonos que los adultos, con plumas exteriores en la cola más cortas y una corona más bien marrón. Su llamado es una mezcla de trinos y gorjeos.

## Distribución y hábitat
La golondrina se reproduce en el sur de África, desde el sur de Angola y Zambia hasta Ciudad del Cabo en Sudáfrica. Es básicamente migratoria e hiberna en estos países, además del sur de Zaire. Es un ave de tierras abiertas y praderas, que prefiere los lugares elevados y cercanos al agua. Se la suele ver cerca de estructuras hechas por el hombre.

## Comportamiento
La golondrina de garganta blanca construye un nido de barro con forma de taza cubierto de una fina capa de pasto o paja. Suele situarse cerca del agua y está construido en una saliente de un acantilado o en estructuras tales como edificios, represas, alcantarillas o puentes. Prefieren los edificios deshabitados que las casas. El nido puede ser reutilizado para la próxima cópula o para los años futuros.
Los tres huevos de una nidada típica son blancos con manchas marrón azulado y son incubados solo por la hembra durante 15 o 16 días antes de que nazcan los pichones. Ambos padres los alimentan luego. Emplumecen tras 20 o 21 días, aunque los jóvenes regresan a su nido para alimentarse los primeros días después del primer vuelo. También pueden nadar poco si se caen del nido.
Se alimenta principalmente de insectos, que atrapa con giros rápidos, en forma similar a Hirundo rustica.